# Kyo (Anjouan)
Kyo ist eine Siedlung auf der Komoreninsel Anjouan im Indischen Ozean. 2016 hatte der Ort 2209 Einwohner.

## Geografie
Der Ort liegt am Südzipfel von Anjouan zwischen Komoni und Mramani auf einer Höhe von 319 m.

## Klima
Nach dem Köppen-Geiger-System zeichnet sich Kyo durch ein tropisches Klima mit der Kurzbezeichnung Am aus. Die Temperaturen sind das ganze Jahr über konstant und liegen zwischen 20 °C und 25 °C.